# Maniàtics
Maniàtics (Maniáticos en Valenciano) es una sitcom de humor emitida inicialmente en Canal Nou y repuesta más adelante en Canal 9 Dos. El programa se creó por la compañía de teatro Albena Teatre junto con la producción de Conta Conta Productions bajo la dirección de Carles Alberola, César Martí y Rafa Calatayud. En esta sitcom se trata con mucho humor las peripecias de un matrimonio que regentea un bar y la de sus amigos y familiares, todo a través de humor y situaciones cómicas. 
Se estrenó el 12 de enero de 2007 en el prime time de los viernes. Se han emitido un total de 4 temporadas finalizando el 28 de marzo de 2008. La tercera temporada empezó con una audiencia del 13,7%, cayendo sus audiencias posteriormente y cambiando de franja horaria sin éxito.
La serie ganó el Premio Tirant a mejor ficción en 2008, mientras que Cristina García y Sergio Caballero ganaron el premio a mejor actriz y actor respectivamente.

## Reparto
- Alfred Pico - Ximo
- Inés Díaz - Marta
- Sergio Caballero - Oscar Fuster
- Cristina García - Raquel
- Sandra Cervera - Vanessa
- Manuel Ochoa - Santi
- Cristina Fenollar - Carol
- Mamen García - Puri
- Carles Alberola - Andreu
- Albert Forner - Miquel
- Idoya Rossi - Trini

## Temporadas
| Temporadas | Temporadas | Episodios | Estreno                  | Final                   | Audiencia media | Audiencia media | Audiencia media |
| Temporadas | Temporadas | Episodios | Estreno                  | Final                   | Espectadores    | Cuota           |                 |
| ---------- | ---------- | --------- | ------------------------ | ----------------------- | --------------- | --------------- | --------------- |
|            | 1          | 13        | 12 de enero de 2007      | 13 de abril de 2007     | 337 000         | 19,3%           |                 |
|            | 2          | 13        | 20 de abril de 2007      | 13 de julio de 2007     | 221 000         | 14,5%           |                 |
|            | 3          | 13        | 28 de septiembre de 2007 | 19 de noviembre de 2007 | 167 000         | 9,4%            |                 |
|            | 4          | 13        | 24 de diciembre de 2007  | 28 de marzo de 2008     | 171 000         | 10,5%           |                 |
| Total      | Total      | 52        | 12 de enero de 2007      | 28 de marzo de 2008     | 228 000         | 13,3%           |                 |

### Temporada 1
| N.º (serie) | N.º (temp.) | Título                             | Fecha de emisión      | Audiencia       |
| ----------- | ----------- | ---------------------------------- | --------------------- | --------------- |
| 1           | 1           | «Sexe, Mentides i Infants»         | 12 de enero de 2007   | 404 000 (21,5%) |
| 2           | 2           | «Mentides arriscades»              | 19 de enero de 2007   | 387 000 (20,5%) |
| 3           | 3           | «Dr. Jekyll i Raquel Hyde»         | 26 de enero de 2007   | 394 000 (20,5%) |
| 4           | 4           | «Com gats i gossos»                | 2 de febrero de 2007  | 281 000 (16,6%) |
| 5           | 5           | «Endevina qui ve a robar esta nit» | 9 de febrero de 2007  | 348 000 (19,3%) |
| 6           | 6           | «Quasi tots diuen»                 | 16 de febrero de 2007 | 357 000 (21,9%) |
| 7           | 7           | «A mi la legió!»                   | 23 de febrero de 2007 | 341 000 (20,0%) |
| 8           | 8           | «Al matí següent»                  | 2 de marzo de 2007    | 287 000 (17,6%) |
| 9           | 9           | «La tempatació viu davant»         | 9 de marzo de 2007    | 259 000 (15,8%) |
| 10          | 10          | «Falles explosives»                | 16 de marzo de 2007   | 359 000 (22,1%) |
| 11          | 11          | «La llavor del diable»             | 23 de marzo de 2007   | 373 000 (20,2%) |
| 12          | 12          | «Amb elles arribà l'escàndol»      | 30 de marzo de 2007   | 275 000 (18,0%) |
| 13          | 13          | «Horitzons perduts»                | 13 de abril de 2007   | 316 000 (17,3%) |

### Temporada 2
| N.º (serie) | N.º (temp.) | Título                                  | Fecha de emisión    | Audiencia       |
| ----------- | ----------- | --------------------------------------- | ------------------- | --------------- |
| 14          | 1           | «El dia dels tramposos»                 | 20 de abril de 2007 | 279 000 (15,5%) |
| 15          | 2           | «La costella de làtex d'Andreu»         | 27 de abril de 2007 | 309 000 (17,2%) |
| 16          | 3           | «Delictes i faldes»                     | 4 de mayo de 2007   | 272 000 (16,1%) |
| 17          | 4           | «Aracnofòbia»                           | 11 de mayo de 2007  | 296 000 (18,9%) |
| 18          | 5           | «Carol diari»                           | 18 de mayo de 2007  | 253 000 (15,2%) |
| 19          | 6           | «Uns que arriben i altres que s’en van» | 25 de mayo de 2007  | 217 000 (14,4%) |
| 20          | 7           | «A punt d'un atac de nervis»            | 1 de junio de 2007  | 226 000 (15,0%) |
| 21          | 8           | «Victor o Victòria»                     | 8 de junio de 2007  | 206 000 (13,4%) |
| 22          | 9           | «La sort tenia un preu»                 | 15 de junio de 2007 | 185 000 (12,8%) |
| 23          | 10          | «Òscar de Bergerac»                     | 22 de junio de 2007 | 147 000 (11,3%) |
| 24          | 11          | «Visió Impossible»                      | 29 de junio de 2007 | 181 000 (13,6%) |
| 25          | 12          | «El bolero de Santi»                    | 6 de julio de 2007  | 183 000 (15,0%) |
| 26          | 13          | «Les turistes accidentals»              | 13 de julio de 2007 | 123 000 (9,8%)  |

### Temporada 3
| N.º (serie) | N.º (temp.) | Título                               | Fecha de emisión         | Audiencia       |
| ----------- | ----------- | ------------------------------------ | ------------------------ | --------------- |
| 27          | 1           | «Pija, blanca, soltera, busca...»    | 28 de septiembre de 2007 | 226 000 (13,7%) |
| 28          | 2           | «Amors gossos»                       | 5 de octubre de 2007     | 185 000 (10,7%) |
| 29          | 3           | «48 hores desesperades»              | 12 de octubre de 2007    | 248 000 (14,4%) |
| 30          | 4           | «L'angelet exterminador»             | 12 de octubre de 2007    | 210 000 (12,9%) |
| 31          | 5           | «I ta mare també»                    | 19 de octubre de 2007    | 197 000 (11,7%) |
| 32          | 6           | «Pren el billet i corre»             | 19 de octubre de 2007    | 129 000 (7,4%)  |
| 33          | 7           | «Entrevista amb la vampira»          | 26 de octubre de 2007    | 202 000 (11,6%) |
| 34          | 8           | «El discret encant de la fontaneria» | 26 de octubre de 2007    | 147 000 (8,4%)  |
| 35          | 9           | «Conxa, la bàrbara»                  | 5 de noviembre de 2007   | 186 000 (8,9%)  |
| 36          | 10          | «Una nit a l'òpera»                  | 5 de noviembre de 2007   | 102 000 (6,1%)  |
| 37          | 11          | «Sempre ens quedarà el parxís»       | 12 de noviembre de 2007  | 129 000 (6,4%)  |
| 38          | 12          | «Misteriós assassinat a l'escala»    | 12 de noviembre de 2007  | 72 000 (3,9%)   |
| 39          | 13          | «Amnèsia per compasisó»              | 19 de noviembre de 2007  | 140 000 (6,5%)  |

### Temporada 4
| N.º (serie) | N.º (temp.) | Título                                            | Fecha de emisión        | Audiencia       |
| ----------- | ----------- | ------------------------------------------------- | ----------------------- | --------------- |
| 40          | 1           | «Conte de Nadal»                                  | 24 de diciembre de 2007 | 194 000 (17,7%) |
| 41          | 2           | «9 campanades i mitja»                            | 31 de diciembre de 2007 | 129 000 (10,6%) |
| 42          | 3           | «Per què li diuen sexe quan volen dir-li amor?»   | 7 de enero de 2008      | 228 000 (10,5%) |
| 43          | 4           | «Les cendres de Carol»                            | 14 de enero de 2008     | 220 000 (9,8%)  |
| 44          | 5           | «Perdona bonica, però Ximo em volia a mí»         | 25 de enero de 2008     | 169 000 (9,7%)  |
| 45          | 6           | «Les inversions bàrbares»                         | 1 de febrero de 2008    | 193 000 (10,8%) |
| 46          | 7           | «Com aigua de València per a xocolate amb xurros» | 8 de febrero de 2008    | 163 000 (10,0%) |
| 47          | 8           | «Pepe, el ninot diabòlic»                         | 15 de febrero de 2008   | 211 000 (11,5%) |
| 48          | 9           | «Una becaeta amb el seu enemic»                   | 22 de febrero de 2008   | 223 000 (12,3%) |
| 49          | 10          | «Air Force Ximo»                                  | 29 de febrero de 2008   | 147 000 (9,2%)  |
| 50          | 11          | «La maledicció del pedrot de jade»                | 7 de marzo de 2008      | 160 000 (8,9%)  |
| 51          | 12          | «Les amistats perilloses»                         | 14 de marzo de 2008     | 127 000 (7,5%)  |
| 52          | 13          | «L'última temptació de Marta»                     | 28 de marzo de 2008     | 52 000 (7,7%)   |

## Enlaces de Interés
- Autoindefinits
- Per Nadal, Torrons!
- Socarrats
- Check-In Hotel
- Evolucio
- Unió musical Da Capo
- Açò és un destarifo